# 22932 Orenbrecher
22932 Orenbrecher è un asteroide della fascia principale. Scoperto nel 1999, presenta un'orbita caratterizzata da un semiasse maggiore pari a 2,7127411 UA e da un'eccentricità di 0,0475758, inclinata di 1,57039° rispetto all'eclittica.